# NGC 1097
NGC 1232 sau Caldwell 67 este o galaxie spirală barată din constelația Cuptorul, aflată la o distanță de aproximativ 45 de milioane de ani-lumină de Pământ. 